# Мохамед Дрегер
Мохамед Дрегер (нім. Mohamed Dräger, араб. محمد دراغر; нар. 25 червня 1996, Фрайбург) — німецький і туніський футболіст, півзахисник клубу «Базель» і національної збірної Тунісу.

## Клубна кар'єра
Народився 25 червня 1996 року в місті Фрайбург. Вихованець футбольної школи клубу «Фрайбург». З 2014 року почав виступати за його другу команду, а 2018 року провів дві гри за головну команду «Фрайбурга».
Влітку того ж року був відданий у дворічну оренду до клубу «Падерборн 07». За результатами сезону 2018/19 допоміг команді з Падерборна стати віце-чемпіоном Другої Бундесліги і підвищитися в класі до основної Бундесліги. В сезоні 2019/20 18 разів на поле в іграх найвищого німецького дивізіону і забив один гол.
У вересні 2020 року за орієнтовний 1 мільйон євро перейшов до грецького «Олімпіакоса».

## Виступи за збірні
Маючи туніське коріання, 2013 року отримав виклик до юнацької збірної Тунісу (U-17) для участі у тогорічному чемпіонаті світу серед 17-річних, в рамках якого взяв участь у 4 іграх, відзначившись одним забитим голом.
2018 року дебютував в офіційних матчах у складі національної збірної Тунісу.
У складі збірної був учасником Кубка африканських націй 2019 року в Єгипті, де починав як гравець резервного складу, проте по ходу турніру отримував дедалі більше ігрового часу, зокрема повністю відігравши матч за третє місце, в якому його команда, утім, поступилася нігерійцям.

## Титули і досягнення
- Чемпіон Греції (1):

«Олімпіакос»: 2020–21
| Дата       | Місто        | Господарі            | Результат  | Гості       | Турнір                                             | Голи | Примітки |
| ---------- | ------------ | -------------------- | ---------- | ----------- | -------------------------------------------------- | ---- | -------- |
| 20-11-2018 | Радес        | Туніс                | 0 – 1      | Марокко     | товариський матч                                   | -    | 78'      |
| 22-3-2019  | Радес        | Туніс                | 4 – 0      | Есватіні    | Відбір до Кубка африканських націй 2019            | -    | 68'      |
| 26-3-2019  | Бліда        | Алжир                | 1 – 0      | Туніс       | товариський матч                                   | -    | 71'      |
| 7-6-2019   | Радес        | Туніс                | 2 – 0      | Ірак        | товариський матч                                   | -    | 58'      |
| 11-6-2019  | Вараждин     | Хорватія             | 1 – 2      | Туніс       | товариський матч                                   | -    | 63'      |
| 2-7-2019   | Суец         | Мавританія           | 0 – 0      | Туніс       | Кубок африканських націй 2019 - 1-й етап           | -    | 79'      |
| 11-7-2019  | Каїр         | Мадагаскар           | 0 – 3      | Туніс       | Кубок африканських націй 2019 - чвертьфінал        | -    | 75'      |
| 14-7-2019  | Каїр         | Сенегал              | 1 – 0 д.ч. | Туніс       | Кубок африканських націй 2019 - півфінал           | -    |          |
| 17-7-2019  | Каїр         | Туніс                | 0 – 1      | Нігерія     | Кубок африканських націй 2019 - матч за 3-тє місце | -    |          |
| 6-9-2019   | Радес        | Туніс                | 1 – 0      | Мавританія  | товариський матч                                   | -    |          |
| 10-9-2019  | Руан         | Туніс                | 1 – 2      | Кот-д'Івуар | товариський матч                                   | -    |          |
| 15-11-2019 | Радес        | Туніс                | 4 – 1      | Лівія       | Відбір до Кубка африканських націй 2021            | -    |          |
| 19-11-2019 | Малабо       | Екваторіальна Гвінея | 0 – 1      | Туніс       | Відбір до Кубка африканських націй 2021            | -    | 63'      |
| 13-10-2020 | Абуджа       | Нігерія              | 1 – 1      | Туніс       | товариський матч                                   | 1    |          |
| 13-11-2020 | Радес        | Туніс                | 1 – 0      | Танзанія    | Відбір до Кубка африканських націй 2021            | -    |          |
| 17-11-2020 | Дар-ес-Салам | Танзанія             | 1 – 1      | Туніс       | Відбір до Кубка африканських націй 2021            | -    | 78'      |
| 25-3-2021  | Бенгазі      | Лівія                | 2 – 5      | Туніс       | Відбір до Кубка африканських націй 2021            | 1    | 3'       |
| 11-6-2021  | Радес        | Туніс                | 0 – 2      | Алжир       | товариський матч                                   | -    | 90+4'    |
| 15-6-2021  | Радес        | Туніс                | 1 – 0      | Малі        | товариський матч                                   | -    | 69'      |
| Усього     |              | Матчів               | 19         |             | Голів                                              | 2    |          |